# Żarnówka Wielka
Żarnówka Wielka (biał. Вялікая Жорнаўка) – wieś na Białorusi, położona w obwodzie grodzieńskim w rejonie grodzieńskim w sielsowiecie indurskim.
W latach 1921–1939 Żarnówka Wielka należała do gminy Indura, w ówczesnym województwie białostockim.
Według Powszechnego Spisu Ludności z 1921 roku wieś zamieszkiwało 127 osób, 13 było wyznania rzymskokatolickiego a 114 prawosławnego. Jednocześnie 13 mieszkańców zadeklarowało polską przynależność narodową a 114 białoruską. Było tu 21 budynków mieszkalnych.
Miejscowość należała do parafii rzymskokatolickiej i parafii prawosławnej w Indurze.
Podlegała pod Sąd Grodzki w Indurze i Okręgowy w Grodnie; właściwy urząd pocztowy mieścił się w Indurze.